# Franciszek Rudzki
Franciszek Ksawery Rudzki (ur. 10 grudnia 1866 w Dębieńsku Wielkim, zm. 23 stycznia 1945 w Groszowicach) – ksiądz katolicki, działacz społeczny.
Jego ojciec Ignacy Rudzki pochodził z Woszczyc. Święcenia kapłańskie przyjął 21 czerwca 1893 we Wrocławiu. Od września 1901 roku sprawował urząd proboszcza parafii w Groszowicach - dzisiejszej dzielnicy Opola. Za jawne przyznawanie się do polskości i popieranie polskich organizacji i inicjatyw niemieckie władze kościelne usunęły go z funkcji proboszcza i zakazały odprawiać nabożeństwa przy wiernych. W 1935 roku przeszedł na emeryturę i nadal mieszkał przy parafii jako proboszcz-emeryt. Został zastrzelony przez sowieckich żołnierzy w 1945 roku w domu przy ulicy, której obecnie patronuje. Został pochowany przy kościele św. Katarzyny Aleksandryjskiej w Groszowicach.